# Rudolf Eitelberger
Rudolf Eitelberger von Edelberg (Olomouc, 17 aprile 1817 – Vienna, 18 aprile 1885) è stato uno storico dell'arte ceco.
È il fondatore della Scuola viennese di storia dell'arte. Uno dei criteri fondamentali stabiliti da Eitelberger fu lo studio dell'opera d'arte inserita nel suo periodo storico. Lo studio dell'arte direttamente dall'oggetto originale divenne una tradizione a Vienna, tanto che la Scuola formò i più grandi storici dell'arte non solo dell'Austria, ma di tutto il mondo germanico. Un secondo criterio adottato dalla Scuola fu quello di attingere solo da fonti di prima mano. Nel 1871 a tale scopo Eitelberger diede vita a una serie di monografie (Quellenschriften für Kunstgeschichte) dedicate alla pubblicazione di importanti documenti di storia dell'arte.

## Biografia
Figlio di un ufficiale dell'esercito, studiò giurisprudenza e lingue romanze all'Università di Olomouc. Dal 1839 al 1848 tenne lezioni di filologia presso l'Università di Vienna. Contemporaneamente cominciò ad interessarsi di storia dell'arte e a stringere contatti con collezionisti, tra cui Joseph Daniel Böhm (1794-1865), direttore della Graveurakademie am k. k. Hauptmünzamte, i cui oggetti formarono poi il primo nucleo del museo austriaco. Nel 1846 allestì una grande mostra di antichi dipinti basata sulla cronologia degli eventi invece che sulla continuità stilistica.
Durante gli eventi del 1848 era redattore del Wiener Zeitung, una rivista letteraria a favore dei rivoluzionari. In quell'anno pubblicò uno scritto polemico contro i metodi pedagogici di Ferdinand Georg Waldmüller, a quel tempo direttore dell'Accademia di belle arti di Vienna. Dopo il fallimento dei moti rivoluzionari, a partire dal 1850 tenne una serie di letture sulla storia dell'arte, la prima delle quali era intitolata: Die Bildungsanstalten für Künstler und ihre historische Entwicklung (Le istituzioni formative per gli artisti e il loro sviluppo storico). Questo intervento destò l'interesse del conte Leo Thun-Hohenstein (1811-1888), responsabile delle politiche culturali del governo austriaco, ma le idee di Eitelberger apparivano ancora troppo rivoluzionarie e l'imperatore Francesco Giuseppe si rifiutò di nominarlo docente universitario. In un secondo momento il conte Thun fu in grado di procurare a Eitelberger il finanziamento per un viaggio in Italia e di sottoporre nuovamente all'imperatore la sua candidatura alla docenza.
Il 9 novembre 1852, Eitelberger ottenne finalmente la cattedra di storia dell'arte e archeologia all'Università di Vienna, una delle prime cattedre d'Europa dopo quella di Berlino, detenuta dal 1844 da Gustav Waagen. Nel 1854, sempre presso l'Università di Vienna, creò l'Istituto di storia dell'arte di cui divenne il primo presidente. Con la collaborazione di Gustav Heider pubblicò un atlante in due volumi che descriveva tutti i monumenti medioevali esistenti nell'impero austro-ungarico (Mittelalterliche Kunstdenkmäler des österreichischen Kaiserstaates). Sposò Pauline Lederer, che morì dopo soli due anni dal matrimonio. Nel 1864, insieme a Jakob Falke, ispirandosi al modello del Victoria and Albert Museum di Londra (allora South Kensington Museum), fondò il Museo dell'arte e dell'industria di Vienna (oggi denominato Österreiches Museum für Angewandte Kunst) e, da quel momento in poi, tenne tutte le sue conferenze esclusivamente all'interno del museo.
In seconde nozze sposò Marie Lott, figlia di Franz Lott (1807-1874) professore a Gottinga. Alla sua morte, avvenuta nel 1885, la cattedra passò a Franz Wickhoff che svolse il suo lavoro nel segno della continuità con il suo predecessore.